# Ion polyatomique

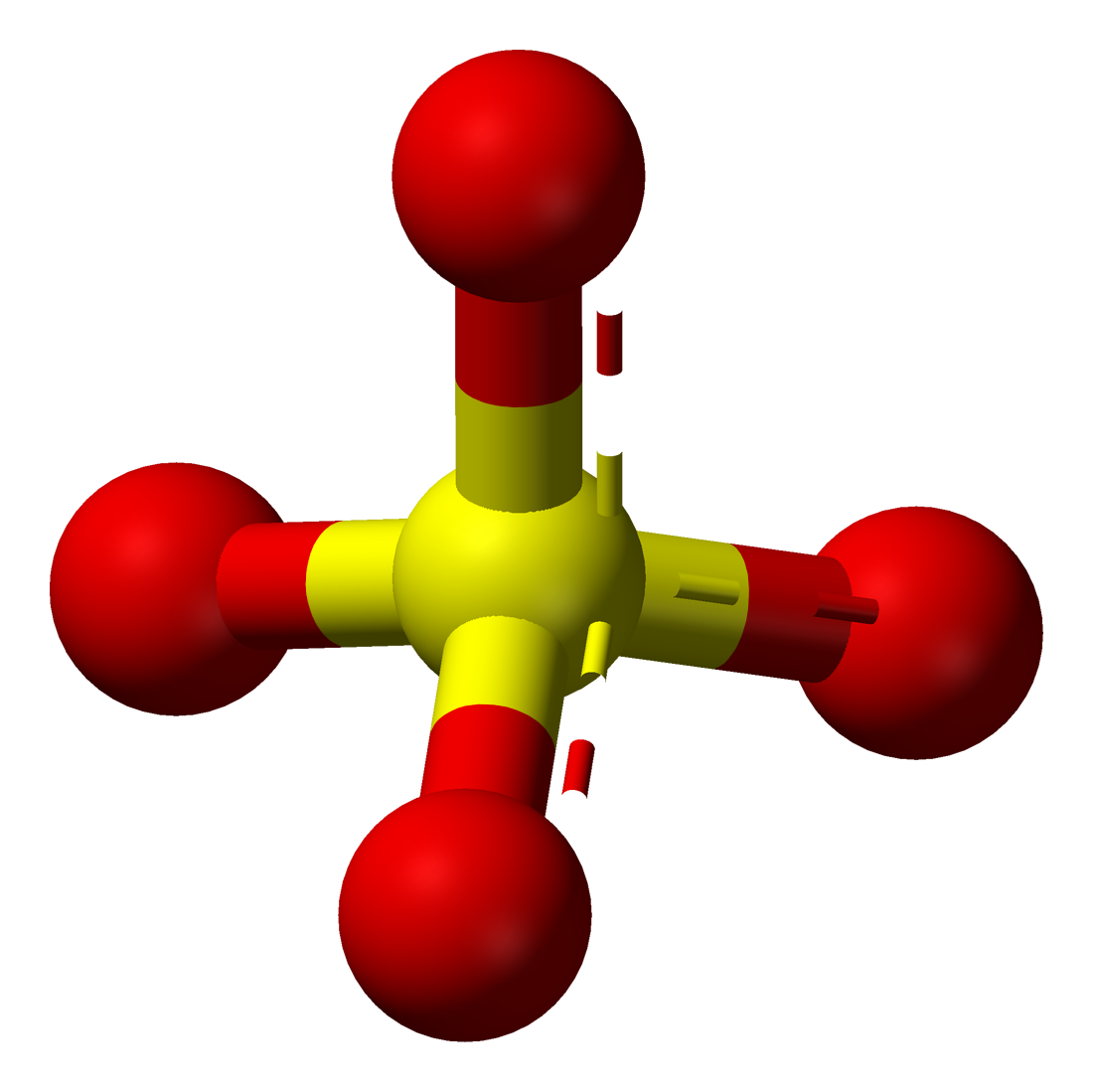
Représentation de l'anion sulfate

Un ion polyatomique (ou moléculaire) est un ion composé d'atomes liés de façon covalente ou d'un complexe métallique qui peut être considéré comme une unité simple dans le contexte d’une chimie acide/base ou dans la formation de sels. Par opposition, un ion monoatomique s'est formé à partir d'un seul atome.
Quelques ions polyatomiques courants et leurs charges sont indiqués ci-dessous :
- cations polyatomiques (ou polycations) : ce sont des ions non-métalliques. Ils sont généralement des sels d’onium obtenus par alkylation d’hétéroatomes :
  - ammonium NH4+,
  - pyridinium C5H5NH+,
  - phosphoniums PR4+, dont PH4+,
  - sulfoniums SR3+ ;
- anions polyatomiques (ou polyanions) : ils sont généralement obtenus par déprotonation d'oxacides. Pour les oxacides, les préfixes « hypo » et « per » et les suffixes « eux » et « ique » sont utilisés. Le préfixe « hypo » et le suffixe « eux » indiquent les ions qui ont le nombre d'oxygène le plus faible. Les oxacides en « eux » deviennent des ions « ite » et les oxacides en « ique » deviennent des ions « ate » :
  - hypochlorite ClO−, hypobromite BrO−,
  - chlorite ClO2−, bromite BrO2−, nitrite NO2−,
  - chlorate ClO3−, bromate BrO3−, iodate IO3−, nitrate NO3−, phosphate PO43−, sulfate SO42−, sulfonate R–SO3−, phosphonates RPO(OR’)(OR’’),  acétate CH3COO−, tosylate CH3C6H4SO2−, triflate (trifluorométhylsulfonate) CF3SO3−, carboxylates R–COO−, carbonate CO32−, bicarbonate HCO3−,
  - perchlorate ClO4−, periodate IO4−,
  - hydroxyde HO−.

Les atomes d’un ion polyatomique sont associés entre eux par des liaisons covalentes ou ioniques (une liaison ionique est une liaison entre un métal et un non-métal, tandis qu'une liaison covalente est une liaison entre deux non-métaux).
Un ion polyatomique qui est d’abord associé avec d’autres atomes par des forces covalentes plutôt qu’ioniques peut être plus exactement appelé un groupe fonctionnel.
Plusieurs des ions polyatomiques fréquemment chargés négativement sont des oxydes d’éléments non-métalliques, et peuvent être considérés comme les bases conjuguées des acides correspondants.